# Bathycadulus fabrizioi
Bathycadulus fabrizioi är en blötdjursart som beskrevs av Victor Scarabino 1995. Bathycadulus fabrizioi ingår i släktet Bathycadulus och familjen Gadilidae. Inga underarter finns listade i Catalogue of Life.